# Maria Orosa

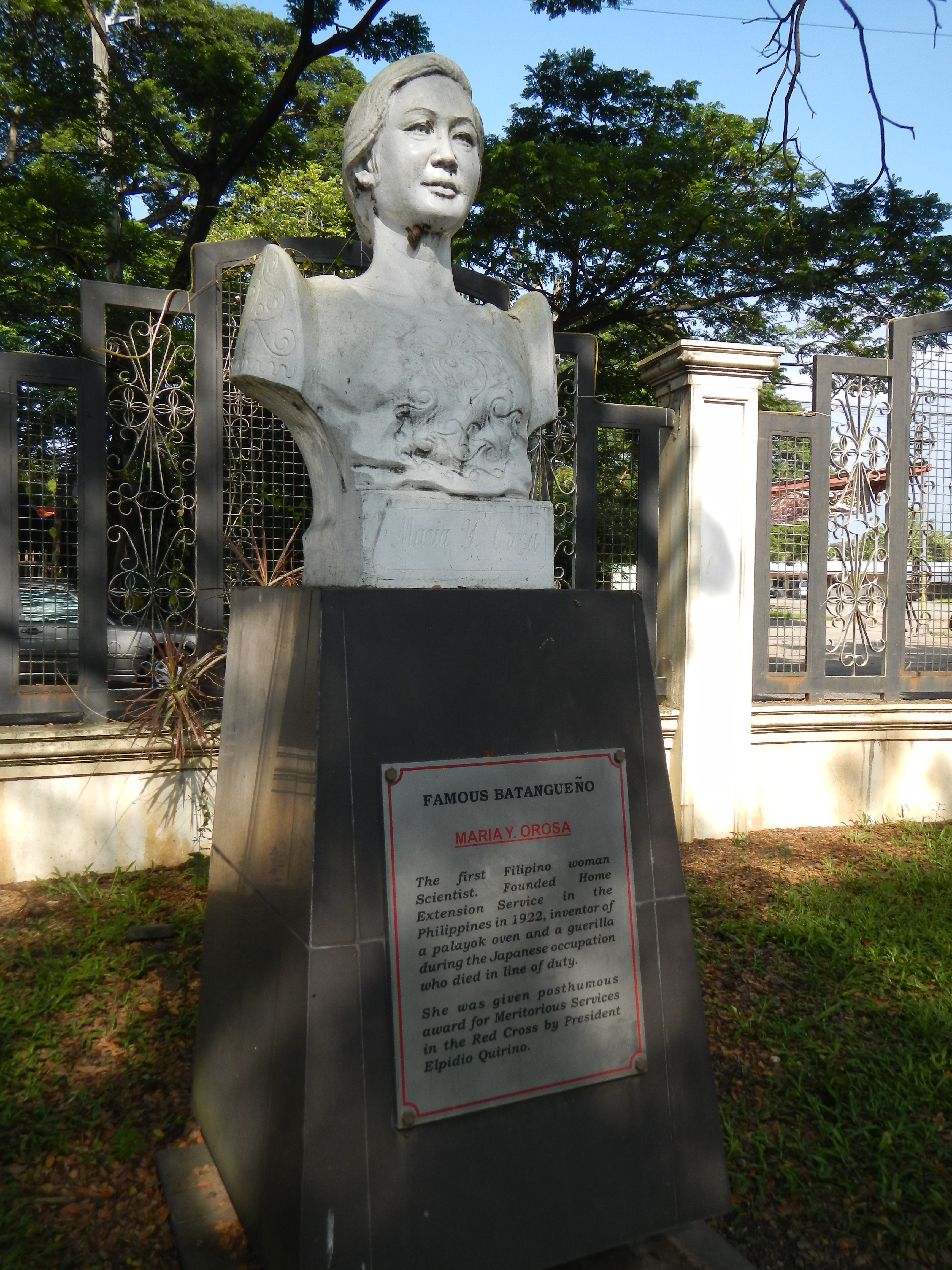
Büste und Gedenktafel von Maria Orosa im Historischen Park

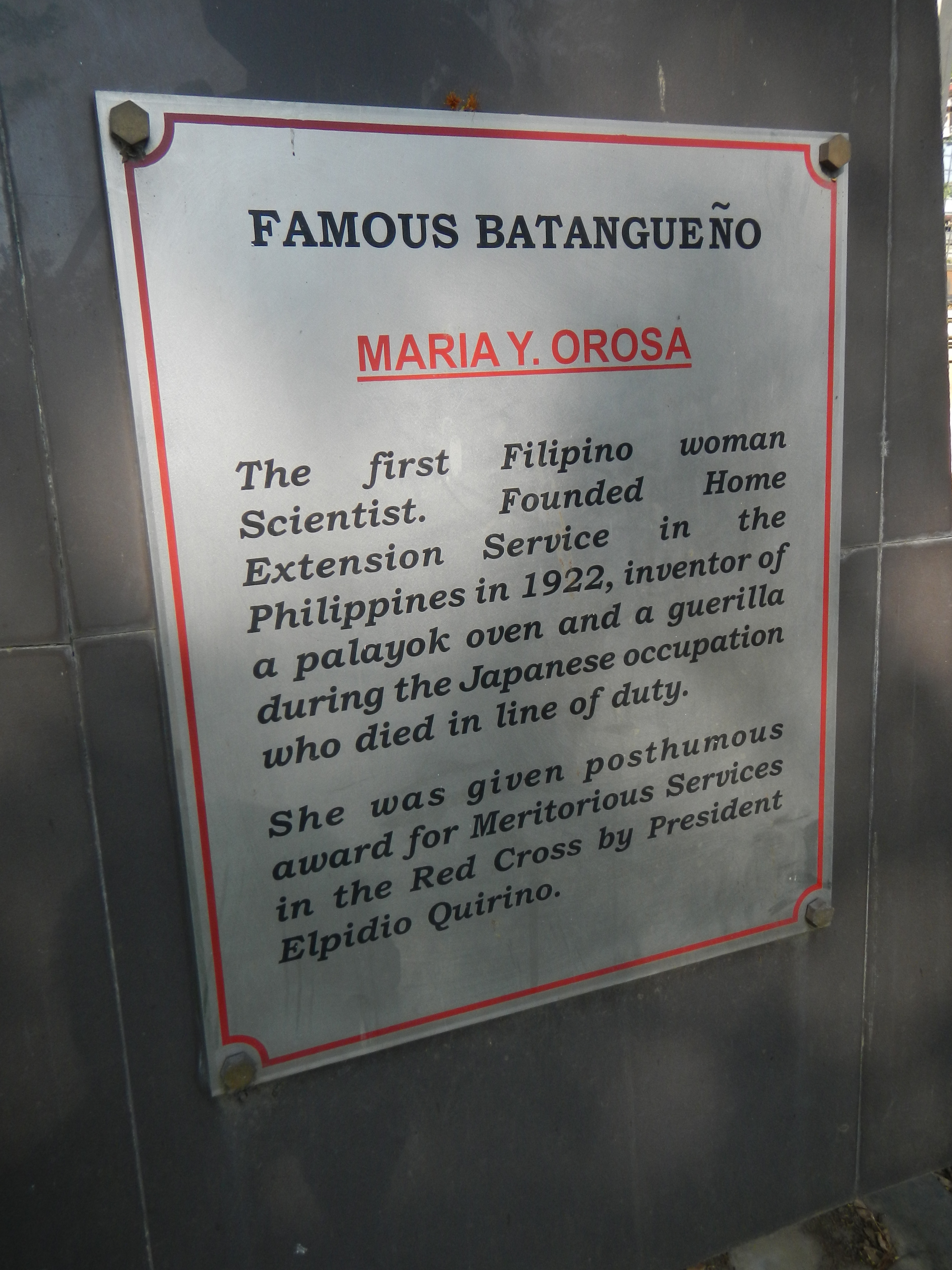
Maria Orosa-Plakette im Historischen Park

 María Orosa e Ylagan  (* 29. November 1892 in Taal (Batangas), Philippinen; † 13. Februar 1945 in Manila, Philippinen) war eine philippinische Lebensmitteltechnologin, pharmazeutische Chemikerin, Humanistin und Kriegsheldin. Sie entwickelte den Bananenketchup und rettete während des Zweiten Weltkriegs Filipinos, Amerikanern und anderen Staatsangehörigen mit ihren Lebensmitteln das Leben.

## Leben und Werk
Orosa war das vierte von acht Kindern von Simplicio A. Orosa und Juliana Ylagan-Orosa. 1916 zog sie nach Seattle. Als staatlich geförderte Stipendiatin erwarb sie einen Bachelor- und einen Master-Abschluss in pharmazeutischer Chemie und einen zusätzlichen Abschluss in Lebensmittelchemie an der University of Washington. Während ihrer Sommerferien am College arbeitete sie in Fischkonservenfabriken in Alaska. 1921 erwarb sie den Magister-Abschluss in Pharmazie. Anschließend wurde ihr eine Stelle als Chemikerin im Bundesstaat Washington angeboten.
1922 kehrte sie auf die Philippinen zurück und unterrichtete zunächst Hauswirtschaft an der Centro Escolar University. Sie wechselte später in die Abteilung für Lebensmittelkonservierung des philippinischen Bureau of Science und wurde die erste Leiterin des Bureau of Plant Industry. 1928 war die Regierung von ihrer Arbeit so beeindruckt, dass sie sie nach Holland, England, Deutschland, Spanien, Italien, Frankreich, Hawaii schickte, um Lebensmitteltechnologie und Lebensmittelkonservierung zu studieren.
Orosa beschäftigte sich mit dem Problem der Unterernährung in ihrer Heimat und kreierte viele Arten von Lebensmitteln, um den Bedarf an importierten Produkten für die Ernährung der Filipinos zu minimieren. Sie nutzte die reichhaltigen natürlichen Ressourcen der philippinischen Inseln wie einheimisches Obst, Getreide und Gemüse, um die Philippinen autark zu machen.
Sie wurde eine Pionierin in der Entwicklung von Alternativen zur Konservierung von Lebensmitteln. Sie stellte Weine aus tropischen Früchten her und führte spezifische Techniken zur Gewinnung von Ananasessig, Guavenmarmelade, Maniokmehl und Bananenstärke ein. Sie reiste in die Barrios, um zu zeigen, wie man Hühner züchtet, lokale Produkte konserviert und gesunde Mahlzeiten plant. Indem sie beispielsweise einen traditionellen Tontopf mit zwei Metallplatten ausstattete, erfand sie den Palayok-Ofen, der abgelegenen Dörfern, die keinen Zugang zu Elektrizität hatten, eine effektivere Möglichkeit bot, über offenem Feuer zu kochen. Sie entwickelte Rezepte für lokale Produkte wie Maniok, Bananen und Kokosnuss. Orosa wurde schließlich Leiterin der Abteilung Hauswirtschaft und lehrte Konservierungsmethoden für einheimische Gerichte wie Adobo, Dinuguan, Kilawin und Escabeche.

## Aktivitäten im Zweiten Weltkrieg
Während des Zweiten Weltkriegs schloss sich Orosa einer philippinischen Guerillagruppe an, die von Marcos V. Agustin organisiert wurde, um für die Freiheit der Philippinen zu kämpfen. Sie nutzte ihren lebensmittelwissenschaftlichen Hintergrund, um Soyalac, ein proteinreiches Sojabohnenpulver, und Darak, ein Reiskleiepulver, das reich an Thiamin und anderen Vitaminen ist, das auch zur Behandlung gegen Beriberi eingesetzt wurde, zu erfinden. Die Guerillagruppe half den US-Streitkräften im Kampf gegen die japanischen Besatzungstruppen und beschäftigte Zimmerleute, um Soyalac und Darak in hohle Bambusstöcke zu stecken, die an der Päpstlichen und Königlichen Universität des heiligen Thomas von Aquin in Manila inhaftierten Zivilisten und in von Japanern geführten Kriegsgefangenenlagern in Capas und Corregidor geschmuggelt wurden. Das Pulver rettete vielen hungernden inhaftierten Guerillas und US-Soldaten das Leben. Ihre mit Darak hergestellten „Tiki-Tiki“-Kekse rettete auch viele Zivilisten während der Nahrungsmittelknappheit im Krieg.
Obwohl ihre Familie und Freunde sie drängten, Manila zu verlassen, während amerikanische, philippinische und japanische Truppen um die Kontrolle der Stadt kämpften, lehnte Orosa dies ab und bestand darauf, dass sie als Soldatin auf ihrem Posten bleiben müsse. Am 13. Februar 1945 starb sie an Schrapnellwunden, nachdem sie bei einem amerikanischen Bombenangriff in ihrem Regierungsbüro getroffen worden war. Zu dieser Zeit arbeitete sie im Gebäude des Bureau of Plant Industry. Das Krankenhaus, in das sie gebracht worden war, wurde später ebenfalls bombardiert, wodurch ein Splitter ihr Herz durchbohrte und sie sofort tötete.
Ihre Nichte Helen Orosa del Rosario veröffentlichte 1970 eine Biografie von ihr, die auch 700 von Orosas Rezepten enthielt.
Am 8. Februar 2020 wurde Orosas Grabstein in der Malate Catholic School gefunden, dem Standort des Remedios-Krankenhauses während des Zweiten Weltkriegs, und wurde auf den Nationalfriedhof in Fort Bonifacio Libingan ng mga Bayani (LNMB) in Taguig überführt.

## Ehrungen

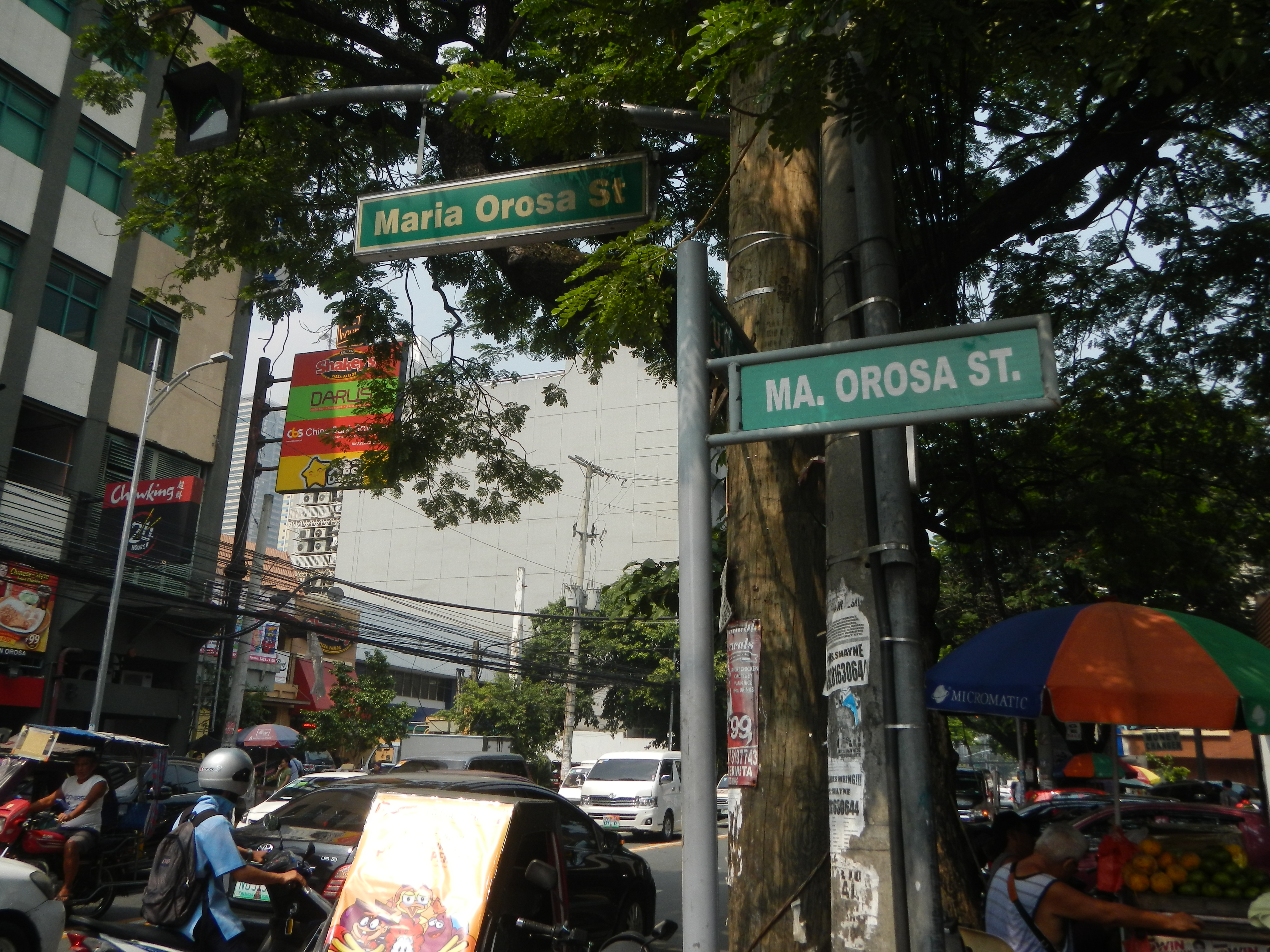
Schild der Maria Orosa Street in Manila

- Am Ende des Zweiten Weltkriegs ehrte das Amerikanische Rote Kreuz sie mit einer posthumen Auszeichnung für ihre Herstellung von Nahrungsergänzungsmitteln.
- Ihre Heimatprovinz Batangas hat ihr zu Ehren eine Büste und einen historischen Marker aufgestellt.
- Eine Straße in Ermita, Manila ist nach ihr benannt, ebenso wie ein Gebäude im Bureau of Plant Industry.
- Im Rahmen des 65-jährigen Bestehens des Institute of Science and Technology wurde sie als eine von 19 Wissenschaftlerinnen und Wissenschaftlern besonders geehrt.
- Am 29. November 1983 installierte das National Historical Institute ihr zu Ehren im Bureau of Plant Industry in San Andrés, Manila, einen Marker.
- Zum Gedenken an ihren hundertjährigen Geburtstag hat die Philippine Postal Corporation ihr zu Ehren eine Briefmarke herausgegeben.
- Ihre Heimatstadt Taal feierte am 29. November 2018 ihren 125. Geburtstag.
- Am 29. November 2019 feierte Google mit einem Google Doodle ihren 126. Geburtstag.[5][6]

## Veröffentlichungen (Auswahl)
- 1921: The history and chemistry of norsphenamine
- 1926: Preservation of Philippine foods
- 1932: Rice bran: a health food and how to cook it
- 1931: Roselle recipes
- 1932: Soy beans as a component of a balanced diet and how to prepare them
- 1932: Preserve the national culture in local food